# Corisella edulis
Corisella edulis är en insektsart som först beskrevs av Champion 1901.  Corisella edulis ingår i släktet Corisella och familjen buksimmare. Inga underarter finns listade i Catalogue of Life.